# Maripa scandens
Maripa scandens là một loài thực vật có hoa trong họ Bìm bìm. Loài này được Aubl. mô tả khoa học đầu tiên năm 1775.